# Waldemar Dubaniowski
Waldemar Jan Dubaniowski (ur. 23 lutego 1964 w Warszawie) – polski urzędnik państwowy i dyplomata. W latach 1998–2003 członek Krajowej Rady Radiofonii i Telewizji, w 2005 szef Gabinetu Prezydenta RP i sekretarz stanu w Kancelarii Prezydenta RP, w latach 2009–2013 ambasador RP w Singapurze, a w latach 2017–2023 ambasador RP w Tajlandii.

## Życiorys
Ukończył studia w Instytucie Profilaktyki Społecznej i Resocjalizacji Uniwersytetu Warszawskiego. Jest absolwentem I promocji Krajowej Szkoły Administracji Publicznej (1993). Skończył też studia podyplomowe w Szkole Głównej Handlowej w zakresie handlu zagranicznego.
W pierwszej połowie lat 90. pracował jako asystent podsekretarza stanu w Ministerstwie Przemysłu i Handlu, następnie w biurze pełnomocnika rządu ds. integracji europejskiej oraz pomocy zagranicznej, a także w oraz w Komitecie Ekonomicznym Rady Ministrów. W latach 1996–1998 pełnił funkcję dyrektora Zespołu Gabinetu Prezydenta RP, następnie do 2003 zasiadał w Krajowej Radzie Radiofonii i Telewizji. Od 20 stycznia do 22 grudnia 2005 był szefem Gabinetu Prezydenta RP.
W 2007 został pełnomocnikiem Aleksandra Kwaśniewskiego w związku z debatami z Jarosławem Kaczyńskim (1 października) oraz z Donaldem Tuskiem (15 października). W przedterminowych wyborach parlamentarnych w tym samym roku bez powodzenia kandydował do Sejmu z ramienia LiD (jako bezpartyjny, z puli Partii Demokratycznej). W latach 2003–2009 był prezesem Polskiego Związku Tenisowego.
W grudniu 2008 został mianowany ambasadorem RP w Singapurze. Zakończył urzędowanie 15 listopada 2013. Był też polskim przedstawicielem w Radzie Gubernatorów Fundacji Azja-Europa (ASEF).
W 2014 zasiadł w radzie nadzorczej PKP. W tym samym roku zatrudniony w warszawskim oddziale firmy PricewaterhouseCoopers.
W maju 2017 powołany na ambasadora RP w Tajlandii z jednoczesną akredytacją w Mjanmie, Laosie i Kambodży. Kadencję zakończył 31 maja 2023.

## Odznaczenia
Odznaczony Krzyżem Oficerskim Orderu Odrodzenia Polski (2005).